# Île Chatham (Chili)
Pour les articles homonymes, voir île Chatham.
L'île Chatham (en espagnol : Isla Chatham) est une île située dans le sud du Chili. Elle est administrativement rattachée à la région de Magallanes et de l'Antarctique chilien, en Patagonie chilienne ; elle fait partie de la réserve nationale Alacalufes.

## Géographie

### Situation et caractéristiques physiques
L'île Chatham est située entre les canaux Pitt (ceb) à l'est et Inocentes (es) à l'ouest. Elle se trouve au sud de la péninsule Wilcock (ceb).
L'île culmine à 1 310 mètres ; sa superficie est de 696,4 km2.
Le cap Charles, au sud-ouest de l'île, est le point le plus proéminent des îles environnantes ; il est élevé, accidenté et stérile.

## Histoire
L'île est nommée d'après l'un des comtes de Chatham